# Missões diplomáticas de Mianmar

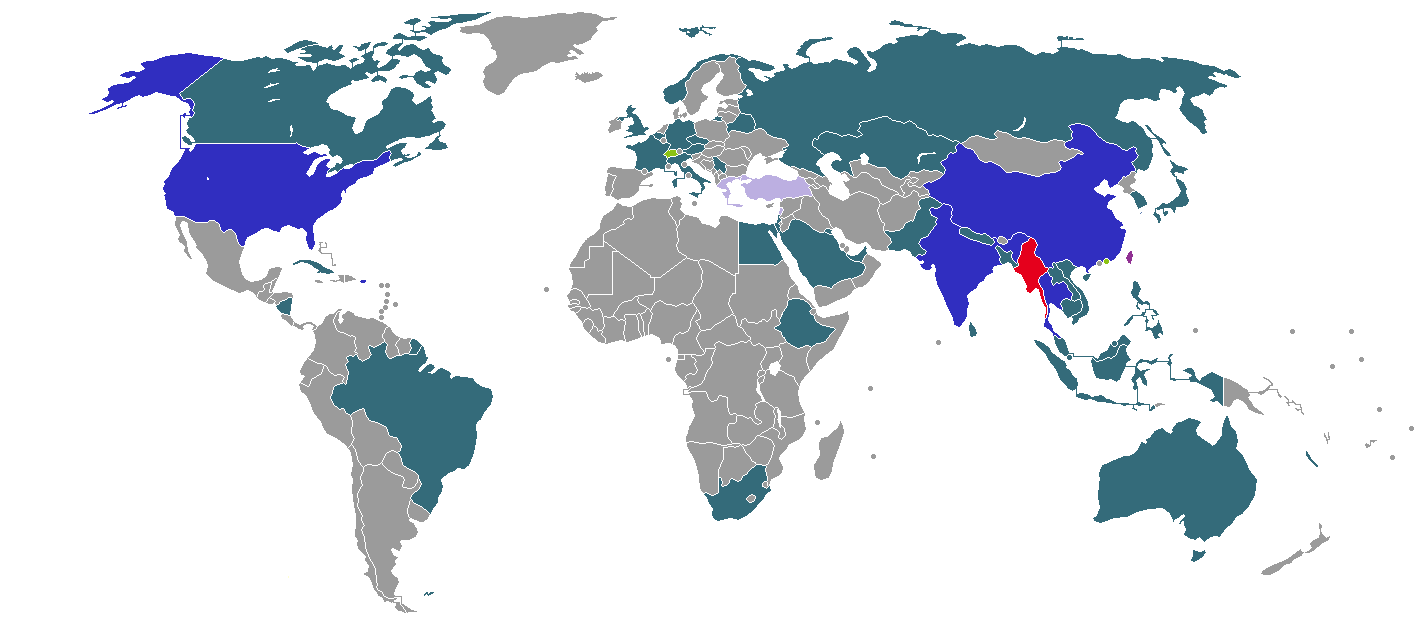
Mapa das missões diplomáticas de Myanmar.

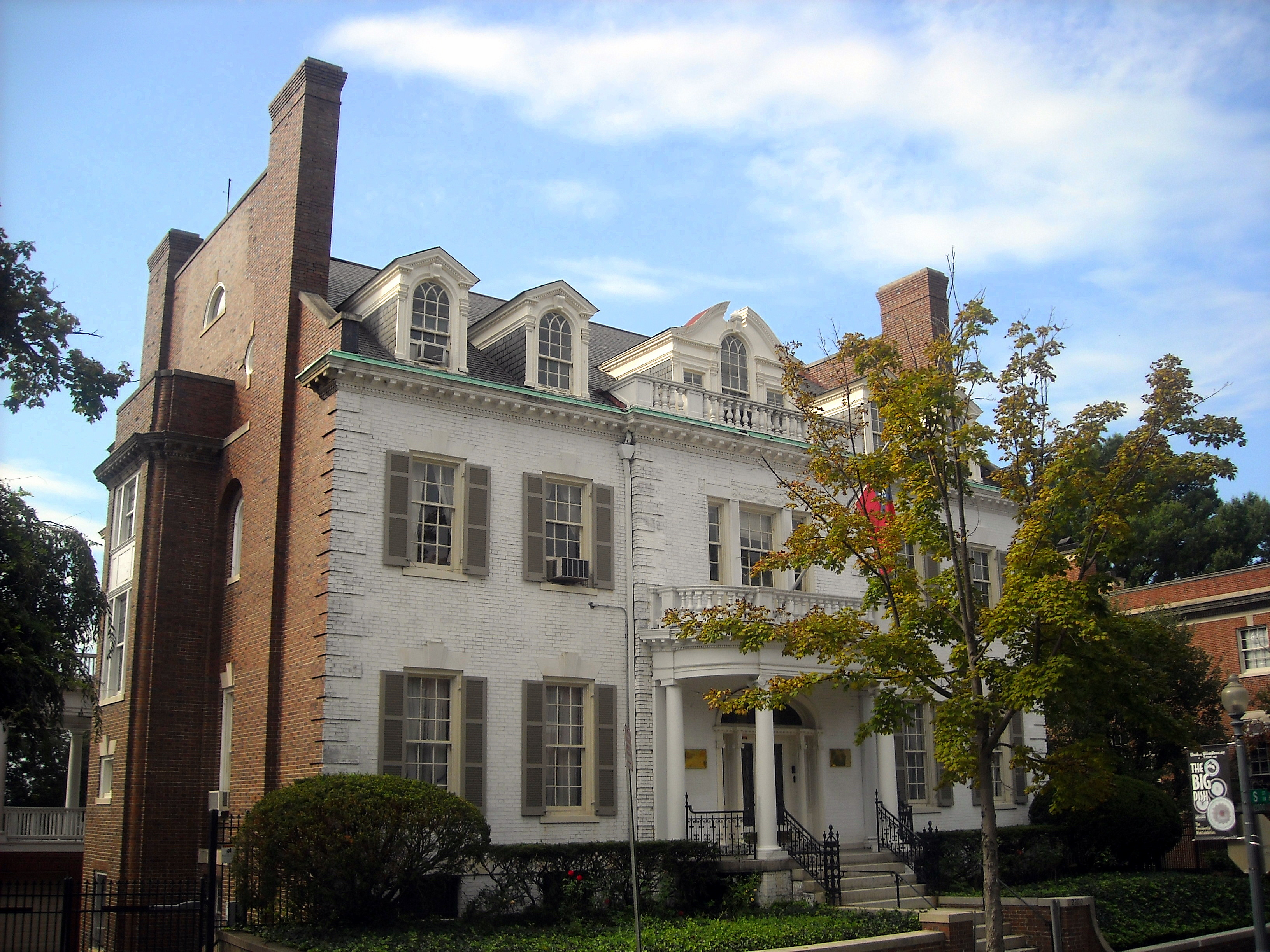
Embaixada de Myanmar em Washington, D.C.

Esta é uma lista das missões diplomáticas da Birmânia. Birmânia (também conhecida como Myanmar) tem uma presença diplomática relativamente leve no mundo, refletindo as décadas de isolamento auto-imposto no país.

## Europa
- Alemanha
  - Berlim (Embaixada)
- França
  - Paris (Embaixada)
- Itália
  - Roma (Embaixada)
- Reino Unido
  - Londres (Embaixada)
- Rússia
  - Moscou (Embaixada)
- Sérvia
  - Belgrado (Embaixada)

## América
- Brasil
  - Brasília (Embaixada)
- Canadá
  - Ottawa (Embaixada)
- Estados Unidos
  - Washington, D.C. (Embaixada)

## África
- Egito
  - Cairo (Embaixada)
- África do Sul
  - Pretória (Embaixada)

## Ásia
- Bangladesh
  - Daca (Embaixada)
- Brunei
  - Bandar Seri Begawan (Embaixada)
- Camboja
  - Phnom Penh (Embaixada)
- China
  - Pequim (Embaixada)
  - Hong Kong (Consulado-Geral)
  - Kunming (Consulado-Geral)
- Coreia do Sul
  - Seul (Embaixada)
- Filipinas
  - Manila (Embaixada)
- Índia
  - Nova Deli (Embaixada)
- Indonésia
  - Jacarta (Embaixada)
- Israel
  - Tel Aviv (Embaixada)
- Japão
  - Tóquio (Embaixada)
- Laos
  - Vienciana (Embaixada)
- Malásia
  - Kuala Lumpur (Embaixada)
- Nepal
  - Catmandu (Embaixada)
- Paquistão
  - Islamabad (Embaixada)
- Singapura
  - Singapura (Embaixada)
- Sri Lanka
  - Colombo (Embaixada)
- Tailândia
  - Banguecoque (Embaixada)
- Vietname
  - Hanói (Embaixada)

## Oceania
- Austrália
  - Camberra (Embaixada)

## Organizações Multilaterais
- Bruxelas (Missão Permanente de Myanmar ante a União Europeia)
- Genebra (Missão Permanente de Myanmar ante as Nações Unidas e outras organizações internacionais)
- Nova Iorque (Missão Permanente de Myanmar ante as Nações Unidas)
- Jacarta (Missão Permanente de Myanmar ante a Associação de Nações do Sudeste Asiático)